# Cantonul Questembert
Cantonul Questembert este un canton din arondismentul Vannes, departamentul Morbihan, regiunea Bretania, Franța.

## Comune
- Berric
- Le Cours
- Larré
- Lauzach
- Molac
- Péaule
- Pleucadeuc
- Questembert (reședință)